# Minería de rapiña
Se conoce como minería de rapiña a la extracción exclusiva del mineral de ley más alta con poco o nada de desarrollo de la mina. Este tipo de minería "suele generar un mal aprovechamiento de los recursos y serios problemas en las explotaciones". En la minería de rapiña no hay mayores consideraciones sobre el ciclo de vida la mina. De forma general la minería de rapiña ha requerido históricamente menos mano de obra y ha sido más informal que otras formas de minería.
Los minerales que se presentan en forma de filones suelen ser sujetos de minería de rapiña en desmedro de métodos como el rajo suspensión, rajo corte y relleno, o por hundimiento de bloques. Cuando se aplica a filones en superficie esta minería tiende a dejar tras de sí trincheras que de ser antiguos pueden constituir vestigios arqueológicos de épocas en las cuales no había ni la técnica o capacidad para otro tipo de minería. En algunos casos, en particular para mineros pequeños, la minería de rapiña ha sido más que una opción una necesidad para lograr pagar créditos con altas tasas de interés. Un ejemplo de minería de rapiña con resultados desastrosos ocurrió en Perú el año 1786, cuando la mina de mercurio Santa Bárbara de Huancavelica sufrió un derrumbe que mató a más de cien personas producto de la explotación de mineral en lugares que daban soporte estructural a la mina.
Por extensión también se ha usado el término de forma peyorativa para ciertas formas de extracción de áridos.
Un término relacionado es el palleo o pallaqueo (verbo: pallaquear), que consiste en la recuperación manual de mineral en desmontes de mineral estéril y en particular en "entresacar o escoger la parte metálica o más rica de los minerales". El pallaqueo acostumbra a hacerse sin mucha planificación, a menudo al azar, y sin autorización. Para los pirquineros el pallaqueo es una actividad secundaria a la minería propiamente tal.